# La Monja Voladora

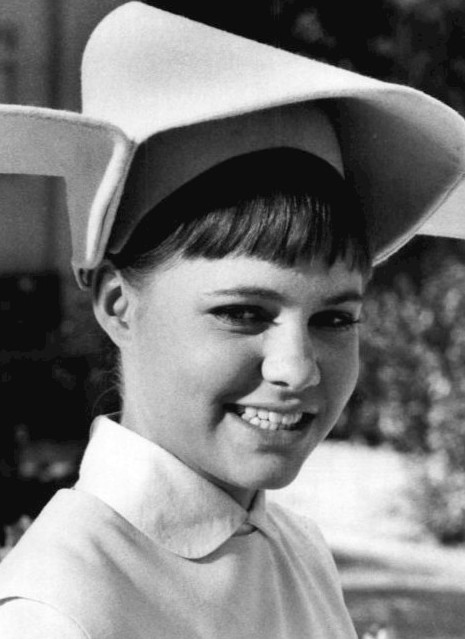
Sally Field como "La Monja Voladora" (la hermana Bertille) en 1968

La Monja Voladora (en inglés y original: The Flying Nun) fue una comedia  estadounidense sobre una comunidad de monjas que incluía una que podía volar cuando el viento atrapaba su corneta. Fue producido por Screen Gems para ABC basado en el libro de 1965 The Fifteenth Pelican, escrito por Tere Rios. Sally Field interpretó al personaje principal, Sister Bertrille.
La serie se emitió originalmente en ABC del 7 de septiembre de 1967 al 3 de abril de 1970 y produjo 82 episodios, incluido un episodio piloto de una hora.

## Descripción general
Se podía confiar en la hermana Bertrille para resolver cualquier problema que se le presentara gracias a su capacidad para aprovechar la brisa que pasaba y planear. Esto generalmente se atribuyó a que pesaba menos de 90 libras (40,8 kg), los fuertes vientos en el convento en lo alto de los acantilados del océano, y sobre todo en el cornette de alas grandes y almidonado que era la toca de su hábito, dicho cornette se basó en el usado hasta mediados de la década de 1960 por las hermanas vicentinas, aunque nunca se dijo a cual orden pertenecía la Hermana Bertrille. Su talento para volar podía causar tantos problemas como los que resolvía, según el formato de la comedia de situación, pero siempre solía usar su don con buenas intenciones para ayudar a las personas.

## Elenco

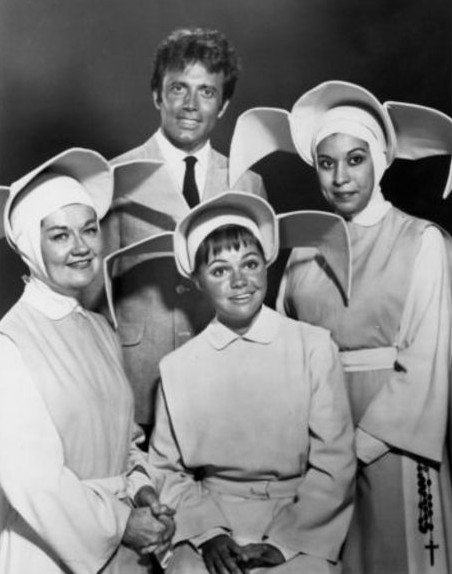
Redmond, Rey, Morrison y Field. Falta en la imagen: Sherwood.

- Sally Field como la hermana Bertrille / Elsie Ethrington,[4] una monja novicia que pesa solo 90 libras, lo que le permite volar mientras usa su corneta y cuando el viento es propicio. Este fue el segundo papel de comedia de situación de Field, después de Gidget .
- Madeleine Sherwood como la Reverenda Madre Placido, la mujer sombría pero amable que dirige el convento.
- Marge Redmond como la hermana Jacqueline, una monja sabia con sentido del humor y amiga de la hermana Bertrille. Su voz también se escucha como narradora, quien brinda una narración amistosa e irónica a lo largo de cada episodio.
- Alejandro Rey como Carlos Ramírez, propietario de un casino local y playboy. Ramírez es un huérfano criado por las monjas, y aunque la suya es una vida "pecaminosa" en comparación con sus ideales, aún mantiene su gratitud, ayudándolas siempre que puede. Esto lo lleva constantemente a dejarse arrastrar, generalmente en contra de su voluntad, por los locos planes de la hermana Bertrille, que ella inventa con una frecuencia alarmante. Rey también apareció en un papel dual en dos episodios como Luis Ramírez, el primo gemelo de Carlos, afable, inventivo pero ingenuo.
- Shelley Morrison como Sister Sixto, una monja puertorriqueña que siempre malinterpreta la jerga inglesa.
- Linda Dangcil como la hermana Ana, otra joven novicia.
- Vito Scotti como el capitán Gaspar Fomento, el oficial de policía local y el único personaje regular de la serie que nunca supo de la habilidad de volar de la hermana Bertrille.
- Elinor Donahue como Jennifer Ethrington, la hermana de la hermana Bertrille, una pediatra dedicada, aunque sobrecargada. Jennifer rechazó cortésmente la propuesta de matrimonio de Carlos y finalmente se casó con un médico.
- Rich Little como el hermano Paul, un monje brillante pero propenso a los desastres.
- Don Diamond como el Dr. Tapia, el médico local de San Tanco (primera temporada) y el Jefe Galindo, el sufrido superior del Capitán Fomento.
- Michael Pataki como el sargento. Salazar, compañero del Capitán Fomento (segunda temporada); Roberto, el bonachón ayudante de Carlo (tercera temporada); y Pedro (primera temporada).

## Producción

### Episodios Emitidos
| Temporada | Episodios | Emisión Original         | Emisión Original    |
| Temporada | Episodios | Primer Episodio          | Último Episodio     |
| --------- | --------- | ------------------------ | ------------------- |
| 1         | 31        | 7 de septiembre de 1967  | 11 de abril de 1968 |
| 2         | 26        | 26 de septiembre de 1968 | 10 de abril de 1969 |
| 3         | 26        | 17 de septiembre de 1969 | 3 de abril de 1970  |

Durante sus dos primeras temporadas, The Flying Nun se transmitió los jueves por la noche a las 8:00 p. m. EST, donde la serie compitió en los índices de audiencia con Daniel Boone en NBC y Cimarron Strip en CBS . El programa fue un éxito instantáneo, con altos índices de audiencia y fue declarado el "éxito de la temporada"; sin embargo, las calificaciones cayeron a medida que avanzaba la temporada. Durante su segundo año, la serie estaba programada contra Daniel Boone y Hawaii Five-O . Durante su última temporada, la serie se trasladó a los miércoles por la noche a las 7:30 p. m. EST, programada frente a The Glen Campbell Goodtime Hour . Todos los programas de la competencia obtuvieron calificaciones más altas que The Flying Nun, lo que finalmente llevó a su cancelación. Durante su ejecución de tres años, la serie fue parte de un bloque de comedia de tres programas en ABC que también consistía en Bewitched y That Girl .  A pesar de su popularidad temprana, las calificaciones del programa nunca superaron los treinta primeros de Nielsen y el episodio final se emitió el 3 de abril de 1970. Sin embargo, sus 83 episodios han atraído constantemente a nuevas audiencias desde su emisión inicial.

## DVDs y Otros
Sony Pictures Home Entertainment lanzó la primera temporada de The Flying Nun el 21 de marzo de 2006 en DVD en la Región 1. A esto le siguió el lanzamiento de la segunda temporada del programa en DVD el 15 de agosto de 2006.
| Nombre del DVD          | Episodios | Fecha de lanzamiento                                      |
| ----------------------- | --------- | --------------------------------------------------------- |
| The Complete 1st Season | 30        | 21 de marzo de 2006 7 de octubre de 2014 (relanzamiento)  |
| The Complete 2nd Season | 26        | 15 de agosto de 2006 7 de octubre de 2014 (relanzamiento) |